# Санкт Егидин
Санкт Егидин (њем. St. Egidien) општина је у њемачкој савезној држави Саксонија. Једно је од 33 општинска средишта округа Цвикау. Према процјени из 2010. у општини је живјело 3.548 становника. Посједује регионалну шифру (AGS) 14524280.

## Географски и демографски подаци
Санкт Егидин се налази у савезној држави Саксонија у округу Цвикау. Општина се налази на надморској висини од 261 метра. Површина општине износи 21,2 km². У самом мјесту је, према процјени из 2010. године, живјело 3.548 становника. Просјечна густина становништва износи 167 становника/km².